# Weidenbach (Jagst)
Der Weidenbach ist ein knapp vier Kilometer langer Bach auf dem Stadtgebiet von Crailsheim im Landkreis Schwäbisch Hall im nordöstlichen Baden-Württemberg, der am südlichen Siedlungsrand des Stadtteils Ingersheim von rechts und Osten in die mittlere Jagst mündet. Auf dem Unterlauf wird er Tümpfelbach genannt.

## Name
Die amtliche Gewässerkarte von Baden-Württemberg lässt den Namensabschnitt Tümpfelbach am Zufluss des Alter-See-Bachs neben der Bundesstraße 290 beginnen. In einer Oberamtsbeschreibung vom Ende des 19. Jahrhunderts wird für ganz offensichtlich den Tümpfelbach mit oder ohne den Weidenbach nur der Name Dempfelbach benutzt und auf einer Karte aus der ersten Hälfte des 19. Jahrhunderts ist der dem Zufluss des Alter-See-Bachs folgende Unterlauf  mit Dempfelbach beschriftet. Da sie, wie die heutige topographische Karte, den Namen Weidenbach nur am Oberlauf vor dem Zulauf des Baches vom Sulzbrunnen notiert, könnte der Name des Bachlaufs aber auch schon einen Zufluss weiter oben auf Tümpfelbach/Dempfelbach wechseln und die Festlegung des Namenswechsels auf die Zulaufstelle des Alter-See-Bachs einer Fehlinterpretation geschuldet sein.
Nach einer anderen Karte heißt der Unterlauf – anscheinend ab dem Zufluss vom Sulzbrunnen, vielleicht sogar mitsamt diesem – Sulzbach. Eine Rolle für diese Benennung könnte spielen, dass der Sulzbrunnen, sein Ablauf und der Unterlauf früher zu einer anderen Gemeinde gehörten als fast der gesamte Weidenbach-Lauf bis zum Sulzbrunnen-Ablauf.

## Geographie

### Verlauf
Der längere Quellast des Weidenbachs entspringt auf etwa 453 m ü. NHN am Nordrand des kleinen Hangwaldes Schillingshalde zum offenen Aasbühl auf etwa 453 m ü. NHN und umläuft den Wald an der Nord- und dann Nordwestseite. Dann nimmt er auf etwa 430 m ü. NHN den kürzeren Quellast aus dem Inneren des Wäldchens auf. Der Bach löst sich vom Wald und fließt von hier an recht beständig in westliche Richtungen, zunächst am Südrand von Wittau vorbei. Ihn begleitet dabei eine Galerie von Bäumen und Büschen. Nach dem Ort fließt ein letzter Lauf Wolfsbach von den Hügeln zu. Danach zieht er als kahler Graben durch ebenes, leicht westwärts abfallendes Wiesenterrain.
Ab dem Zufluss des Bachs vom Sulzbrunnen von Norden, eines kleinen Quelltümpels am Ostrand der Ingersheimer Gewerbebebauung, stehen wie diesem entlang nun auch wieder am Weidenbach Bäume. In einer kleinen Senke an der Ostseite der B 290 liegt neuerdings (Beobachtung im Frühjahr 2022) ein nicht ganz halbhektargroßer See, in den von Süden her ein etwas längerer Wasserlauf zumündet, der das feuchte Wiesengebiet Alter See entwässert. Nach Unterqueren der Straße läuft der nun Tümpfelbach genannte Bach am südlichen Bebauungsrand von Ingersheim entlang zur Jagstaue. In dieser mündet er auf wenig über 401,4 m ü. NHN von rechts in die mittlere Jagst, etwa 300 Meter oberhalb deren Ingersheimer Flußwehr.
Der Weidenbach/Tümpfelbach ist 3,8 km lang und mündet etwa 52 Höhenmeter unterhalb seiner höchsten Quelle, sein mittleres Sohlgefälle liegt mithin bei 13 bis 14 ‰.

### Einzugsgebiet
Der Bachlauf entwässert eine Fläche von 5,2 km², dessen höchster Punkt an seiner Ostspitze wenig nördlich von Ofenbach an der Steigenstrecke der L 2218 auf die Frankenhöhe etwa 492 m ü. NHN erreicht.
Hier liegt auf einer nur kleinen Fläche Schilfsandstein (Stuttgart-Formation), die höchste Schicht im Einzugsgebiet. Westlich anschließend liegt der größte Teil von ihm im Gipskeuper (Grabfeld-Formation), der sich an den Hügelrändern durch unruhiges Höhenprofil kenntlich macht. Der Sulzbrunnen und zahlreiche andere mineralreiche Quellen sind wohl aus dem Gipskarst gespeist. Erst weit im Westen in flacherem Terrain setzt dann der Lettenkeuper (Erfurt-Formation) ein, in dem der Tümpfelbach mündet.
Das obere Einzugsgebiet hat Anteil an den es im Osten zangenförmig einfassenden westlichen Hügelausläufern der Crailsheimer Hardt, eines Unter-Naturraums der Frankenhöhe. Der größte Teil davon jedoch liegt in der Crailsheimer Bucht, der weiten Austrittsbucht der Jagst aus den Keuperbergen, die zum Naturraum Hohenloher und Haller Ebene gehört. Jenseits der rechten und nördlichen Wasserscheide auf dem Laubberg, über den die L 2218 ansteigt, entwässert der Hammerbach von Westgartshausen aus die nächste kleine Gipskeuper-Erosionsbucht über den Trutenbach zur Jagst unterhalb von Ingersheim. Hinter der linken und südöstlichen Wasserscheide fließt der Degenbach zur Jagst weit oberhalb der Tümpfelbachmündung. Diesseits des vom Degenbach trennenden Hügelrückens gibt es jagstnah einen kurzen und im Gelände kaum merklichen Abschnitt südlicher Wasserscheide nahe dem Alten See gegen den kleinen Jagstzufluss Erlenbach.
Es gibt etwas Wald an den Hängen unter der südöstlichen Wasserscheide, der deutlich überwiegende Gebietsanteil ist aber offenes Terrain, in dem die Wiesen dominieren. Rechts am Oberlauf liegt der Weiler Wittau, rechts am unteren das Dorf Ingersheim, von dem jedoch nur ein Teil im Einzugsgebiet liegt. Das ganze Gebiet gehört zur Stadt Crailsheim.

### Zuflüsse und Seen
Liste der Zuflüsse und  Seen von der Quelle zur Mündung. Gewässerlänge, Seefläche, Einzugsgebiet und Höhe nach den entsprechenden Layern auf der Onlinekarte der LUBW. Andere Quellen für die Angaben sind vermerkt.
Ursprung des Weidenbachs auf etwa 453 m ü. NHN zwischen Ofenbach und Wittau am Nordrand der Waldinsel Schillingshalde, die er zunächst am Nord- und dann Nordwestrand umfließt. 
- (Bachlauf aus der Schillingshalde), von links und Osten auf etwa 430 m ü. NHN kurz vor Wittau, ca. 0,3 km[LUBW 8] und ca. 0,1 km². Entsteht auf etwa 145 m ü. NHN in der Mitte der Waldinsel.
Nach diesem Zufluss fließt der Weidenbach beständig in etwa westliche Richtungen, zunächst am Südrand des Weilers Wittau vorbei.
  -  Durchfließt auf etwa 434 m ü. NHN am Waldaustritt einen Kleinteich, unter 0,1 ha.
- Wolfsbach, von links und Süden auf etwa 418 m ü. NHN kurz nach Wittau und der Unterquerung der K 2645, 0,7 km und ca. 0,3 km². Entsteht auf etwa 434 m ü. NHN im Wald am Hügel Wolfsberg.
- (Wiesengraben aus den Seewiesen), von links und Südsüdwesten auf etwas über 410 m ü. NHN, ca. 0,4 km[LUBW 8] und ca. 0,5 km². Entsteht auf etwa 412 m ü. NHN im Wald am Hügel Wolfsberg.
- (Bach vom Sulzbrunnen), von rechts und Norden auf knapp 410 m ü. NHN, ca. 0,3 km[LUBW 8] und ca. 0,9 km².
  -  Entfließt auf etwa 411 m ü. NHN einem baumumstandenen Quelltümpel am Südostrand des Ingersheimer Gewerbegebietes nahe der K 2645, etwa 3 Ar.
  - In der Nähe liegen weitere Quellen, deren kurze Ablaufgräben in den Bach vom Sulzbrunnen münden.
- Durchfließt auf etwa 406 m ü. NHN einen See vor der B 290 am Südrand von Crailsheim-Ingersheim, ca. 0,4 ha.[LUBW 9] Der See wurde irgendwann zwischen 2017 und 2022 neu angelegt, hat recht flache Ufer und auch einen Zufluss aus einem vom Industriegebiet im Norden her zumündenden Entwässerungsstollen.
- Alter-See-Bach[LUBW 10], von links und Süden zuletzt im vorigen, 0,8 km und ca. 0,7 km². Entsteht auf etwa 412 m ü. NHN an einer flachen Senke im Gewann Alter See.
Nach diesem Zufluss wird der Bach Tümpfelbach genannt.
- Passiert links in etwas Abstand einen baumbestandenen Teich auf etwa 403 m ü. NHN gegenüber dem Südrand von Ingersheim, 0,1 ha.

Mündung des Tümpfelbachs von rechts und Osten auf wenig über 401,4 m ü. NHN am Südrand von Ingersheim in die mittlere Jagst. Der gesamte Bachlauf ist 3,8 km lang und hat ein Einzugsgebiet von 5,2 km².

## Schutzgebiete
Die Landschaftsschutzgebiete Keuperstufenrand bei Wittau und Lerchenberg-Hahnenberg liegen überwiegend im Einzugsgebiet, zwei weitere zu einem kleinen Teil. Die kleine Senke an der Mündung des Alter-See-Bachs und der Sulzbrunnen mit Umgebung sind als Naturdenkmale geschützt, ebenso einige für die Crailsheimer Hardt typische Heidereste um Wittau. Der Sulzbrunnen sowie ein Gipsbruch gleich östlich des Ingersheimer Gewerbegebiets am Laubbergfuß sind als Geotope ausgewiesen.

### LUBW
Amtliche Online-Gewässerkarte mit passendem Ausschnitt und den hier benutzten Layern: Lauf und Einzugsgebiet des Weidenbachs

Allgemeiner Einstieg ohne Voreinstellungen und Layer: Daten- und Kartendienst der Landesanstalt für Umwelt Baden-Württemberg (LUBW) (Hinweise)
1. 1 2 3 4  Höhe nach dem Höhenlinienbild auf dem Hintergrundlayer Topographische Karte.
2. 1 2  Höhe nach blauer Beschriftung auf dem Hintergrundlayer Topographische Karte.
3. 1 2  Länge nach dem Layer Gewässernetz (AWGN).
4. 1 2  Einzugsgebiet nach dem Layer Basiseinzugsgebiet (AWGN).
5. ↑  Namenswechsel nach dem Layer Gewässername.
6. ↑  Seefläche nach dem Layer Stehende Gewässer.
7. ↑  Einzugsgebiet abgemessen auf dem Hintergrundlayer Topographische Karte.
8. 1 2 3 4  Länge abgemessen auf dem Hintergrundlayer Topographische Karte.
9. ↑  Seefläche abgemessen auf dem Hintergrundlayer Digitales-Orthophoto.
10. ↑  Der Layer Gewässernetz (AWGN) nennt für diesen letzten Zufluss den Namen Alter Seebach. Da offenbar die Gemarkung Alter See namengebend war, sollte wohl besser durchgesperrt werden.
11. ↑  Schutzgebiete nach den einschlägigen Layern.

### Andere Belege und Anmerkungen
1. 1 2  Alter Name Dempfelbach nach
  - dem Kapitel zur natürlichen Beschaffenheit der Beschreibung des Oberamts Crailsheim von 1884
  - dem Topographischer Atlas des Königreichs Württemberg – Blatt Ellwangen von 1838, Nr. XXV nach historischer bzw. Nr. 12 nach topographischer Ordnung (PDF, 5,83 MiB)
2. ↑  Name Sulzbach nach dem Layer WMS ALKIS Basis (Detailkarte (Memento des Originals vom 20. April 2017 im Internet Archive)  Info: Der Archivlink wurde automatisch eingesetzt und noch nicht geprüft. Bitte prüfe Original- und Archivlink gemäß Anleitung und entferne dann diesen Hinweis.) auf: Geoportal Baden-Württemberg (Hinweise)
3. ↑  Geologie grob nach: Mapserver des Landesamtes für Geologie, Rohstoffe und Bergbau (LGRB) (Hinweise)
4. ↑  Wolf-Dieter Sick: Geographische Landesaufnahme: Die naturräumlichen Einheiten auf Blatt 162 Rothenburg o. d. Tauber. Bundesanstalt für Landeskunde, Bad Godesberg 1962. → Online-Karte (PDF; 4,7 MB)